# Chrapówko
Chrapówko – jezioro na Pojezierzu Dobiegniewskim, położone w województwie lubuskim, w powiecie strzelecko-drezdeneckim, w gminie Dobiegniew.

## Położenie i opis
Jezioro położone jest w północno-wschodniej części powiatu strzelecko-drezdeneckiego, na Pojezierzu Dobiegniewskim. W pobliżu zachodniego brzegów jeziora znajduje się wieś Rolewice, a do wschodnich brzegów przylegają zabudowania wsi Chrapów. Kilkaset metrów na północ od akwenu położone jest nieco większe jezioro Chrapowo.
Według Mapy Podziału Hydrograficznego Polski leży na terenie zlewni siódmego poziomu Mierzęcka Struga od jez. Wielgiego do dopł. z jez. Wołogoszcz Duża (l). Identyfikator MPHP to 1888895.

## Hydronimia
Jezioro pojawia się w źródłach w 1851 roku jako Kl. Grapow S., a następnie Kl. Grapow See — Chrapówko (1949). Państwowy rejestr nazw geograficznych jako nazwę urzędową akwenu podaje Chrapówko, wymieniając nazwę oboczną Chrapów Mały.

## Morfometria
Według danych Instytutu Rybactwa Śródlądowego powierzchnia zwierciadła wody jeziora wynosi 15,6 ha. A. Choiński, poprzez planimetrowanie na mapach 1:50 000, określił wielkość jeziora na 16 ha. 
Średnia głębokość zbiornika wodnego to 3,1 m, a maksymalna to 5,6 m. Objętość jeziora wynosi 483 tys. m³. Maksymalna długość jeziora to 920 m, a szerokość 230 m. Długość linii brzegowej wynosi 2050 m.
Według Atlasu jezior Polski (red. J. Jańczak, 1996) lustro wody znajduje się na wysokości 51,9 m n.p.m., natomiast według numerycznego modelu terenu udostępnionego przez Geoportal 52 m n.p.m.

## Zagospodarowanie
Administratorem wód jeziora jest Regionalny Zarząd Gospodarki Wodnej w Bydgoszczy. Utworzył on obwód rybacki, który obejmuje między innymi wody jeziora Chrapów Mały oraz Łęczyn (bwód rybacki cieku Mierzęcka Struga – Nr 4).

## Ochrona środowiska
Jezioro znajduje się na obszarze chronionego krajobrazu Puszcza Drawska oraz na dwóch obszarach chronionych w ramach programu Natura 2000 - Uroczyska Puszczy Drawskiej (dyrektywa siedliskowa) i Lasy Puszczy nad Drawą (dyrektywa ptasia).